# 所沢グリーンベースボールクラブ
所沢グリーンベースボールクラブ（ところざわグリーンベースボールクラブ）は、埼玉県所沢市に本拠地を置き、日本野球連盟に所属する社会人野球のクラブチームである。
チーム名の「グリーン」は狭山茶をイメージしたもので、メインスポンサー企業（吉田園）が緑茶販売業を営んでいることから名づけられている。

## 来歴
2004年、大学や高校を卒業した選手や志半ばの野球経験者の受け皿として発足した。2005年3月11日付けで、日本野球連盟に新規登録された。
2005年、2006年シーズンは、都市対抗野球大会埼玉県1次予選で他のクラブチームの強豪を次々に撃破して3位に食い込んで南関東2次予選に進出するなど、またたく間に激戦区の埼玉のクラブチームの中で常に上位に位置するチームとなった。
2010年には廃部したABC東京野球クラブ（東京都昭島市）から主力選手が多数移籍したこともあって戦力がさらにアップ、全日本クラブ野球選手権大会本大会に初出場を果たすと次々に試合を勝ち上がり、決勝戦では同年の都市対抗野球にも出場した強豪の大和高田クラブを破って初優勝を飾った。また、同年の日本選手権にクラブ選手権優勝枠で初出場を果たした。

## 設立・沿革
- 2004年 - 『所沢グリーンベースボールクラブ』として設立。
- 2005年3月 - クラブチームとして日本野球連盟に加盟。
- 2010年 - クラブ野球選手権に初出場（優勝）、日本選手権に初出場（初戦敗退）

## 主要大会の出場歴・最高成績
- 社会人野球日本選手権大会：出場1回（2010年）
- 全日本クラブ野球選手権大会：出場7回、優勝1回（2010年）
- ナショナルクラブベースボールシリーズ：出場2回
- JABA関東連盟クラブ選手権大会：優勝1回（2009年）

## 元プロ野球選手の競技者登録
- 仁村薫（元：中日ドラゴンズ、読売ジャイアンツ） - コーチ（2009年～）→退団
- 片山文男（元：ヤクルトスワローズ） - 投手→ 退団